# Kunibert Wachten
Kunibert Wachten (* 16. Oktober 1952) ist ein deutscher Architekt, Stadtplaner und Hochschullehrer.

## Leben
Seit 1999 ist er Inhaber des Lehrstuhls und Instituts für Städtebau und Landesplanung an der RWTH Aachen, davor war er Professor für Städtebau an der FH Bochum sowie von 1994 bis 1999 Professor für Städtebau und Raumplanung an Fakultät für Raumplanung und Architektur der TU Wien.
Wachten studierte Architektur in Aachen und war anschließend ab 1980 gemeinsam mit Peter Zlonicky und Othmar Ebert Partner im Stadtplanungsbüro Zlonicky Wachten Ebert in Dortmund. Er war Mitgründer des Büros Faltin Scheuvens Wachten, seit 2003 leitet er gemeinsam mit Rudolf Scheuvens das Büro scheuvens + wachten, Dortmund.
1995 wurde er Deutscher Kommissar für die Architektur-Biennale 1996 in Venedig.
Wachten wurde einer breiteren Öffentlichkeit vor allem durch seine Gutachten im Auftrag der UNESCO zur Gefährdung von deutschen Weltkulturerbe-Stätten in Köln und Dresden bekannt. 2005 untersuchte er die Verträglichkeit geplanter neuer Hochhäuser in Köln-Deutz mit dem auf der anderen Rheinseite stehenden Kölner Dom. 2006 führte er eine vergleichbare Studie zum Einfluss der geplanten Waldschlößchenbrücke auf das als Weltkulturerbe eingestufte Dresdner Elbtal durch. Darin bescheinigte er der geplanten Brücke erhebliche Beeinträchtigungen des Landschaftsbildes im als gesamte Kulturlandschaft zum Weltkulturerbe zählenden Elbtal. Mitte 2009 wurde dem Elbtal der Welterbe-Titel aberkannt.
Wachten ist Verfasser des städtebaulichen Entwurfs für die Umwandlung des Clouth-Geländes in Köln-Nippes.
Seit April 2020 gehört Wachten dem Gestaltungsbeirat der Stadt Freiburg im Breisgau an.
Wachten ist verheiratet und hat eine Tochter.

## Veröffentlichungen (Auswahl)
- mit Klaus Semsroth: Der vernachlässigte Lebensraum. Die fragwürdige Zukunft der Stadtplätze in Europa. In: die waage. Zeitschrift der Grünenthal GmbH, Aachen. Band 36, 1997, Nr. 1, S. 8–14.